# 石家莊工業泵廠
石家庄工業泵廠有限公司，是冀中能源集團旗下公司，是在1947年當時井陘礦務局成立氣泵廠部門，主要業務模型、铸造、锻造、焊接、机加工、热处理、装配、检测试验的综合机械制造等。現任總經理巴恒军，以及副經理陈华伟。
2007年，井礦集團和其他企業組成冀中能源集團，已被河北省政府国资委批准。